# Глухість
Глу́хість, глухота́ (англ. voicelessness) — у мовознавстві якість звуку, що вимовляється без гортанної вібрації; у фонетиці — тип фонації, що протистоїть дзвінкості тощо. Інколи розглядається як стан відсутності фонації як такої. Розрізняють глухі голосні (англ. voiceless vowels) і глухі приголосні (англ. voiceless consonants) звуки; вони складаються тільки з шуму. У Міжнародному фонетичному алфавіті глухота голосних і деяких приголосних позначається кільцеподібним діакритичним знаком ⟨◌̥⟩ під основним символом звуку (наприклад: [ḁ], [l̥], [ŋ̊]); для більшості глухих приголосних звуків існують окремі символи (наприклад: [p], [t], [k], [q], [f], [s]).
У людських мовах глухість звуків може бути обумовлена кількома артикуляційними причинами (і відповідно, має декілька різновидів). По-перше, голосова щілина може бути широко розкрита, при цьому голосові зв'язки розслаблені, не вібрують. Така артикуляція також може поєднуватися з придихом — значно сильнішим поштовхом повітря з легень (наприклад, [pʰ], [tʰ], [ kʰ]). По-друге, черпакуваті хрящі можуть навпаки зближуватись максимально, при цьому голосова щілина перекривається, так що повітря не може проходити. Така артикуляція властива еєктивним приголосним ([kʼ], [tʼ], [pʼ]). По-третє, гортань може бути у проміжному положенні, яке властиве дзвінким звукам, однак вібрація голосових зв'язок припиняється через ослаблення потоку повітря, зокрема через наявність артикуляційного зімкнення вище.

## Глухі приголосні
- [ħ] (х-г) — глухий глотковий фрикативний
- [ʜ] (х-г) — глухий надгортанний фрикативний
- [h] (х-г) — глухий гортанний фрикативний
- [p] (п) — глухий губно-губний проривний
- [p̪] (твердий п) — глухий губно-зубний проривний
- [ɸ] (ф) — глухий губно-губний фрикативний
- [f] (ф) — глухий губно-зубний фрикативний
- [t͡ʃ] (ч) — глухий заясенний африкат
- [ʃ] (ш) — глухий заясенний фрикативний
- [t̪] (твердий т) — глухий зубний проривний
- [θ] (с-з)— глухий зубний фрикативний
- [k] (к) — глухий м'якопіднебінний проривний
- [x] (х) — глухий м'якопіднебінний фрикативний
- [ʈ͡ʂ] (твердий ч) — глухий ретрофлексний африкат
- [ʈ] (твердий т) — глухий ретрофлексний проривний
- [ʂ] (твердий ш) — глухий ретрофлексний фрикативний
- [c] — глухий твердопіднебінний проривний
- [ç] — глухий твердопіднебінний фрикативний
- [q] — глухий язичковий проривний
- [χ] — глухий язичковий фрикативний
- [t͡s] (ц) — глухий ясенний африкат
- [t] (т) — глухий ясенний проривний
- [s] (с) — глухий ясенний фрикативний
- [t͡ɕ] (м'який ч) — глухий ясенно-твердопіднебінний африкат
- [ɕ] (м'який ш) — глухий ясенно-твердопіднебінний фрикативний
- [m̥] (твердий м) — глухий губно-губний носовий
- [n̥] (твердий н) — глухий ясенний носовий